# Dekanat Domanice
Dekanat Domanice – jeden z 25 dekanatów w rzymskokatolickiej diecezji siedleckiej.

## Parafie
W skład dekanatu wchodzi 8 parafii
.
- parafia Nawiedzenia NMP – Domanice
- parafia Świętej Rodziny – Śmiary
- parafia św. Andrzeja Boboli – Ruda Wolińska
- parafia Nawiedzenia NMP – Seroczyn
- parafia Nawrócenia św. Pawła Apostoła – Skórzec
- parafia św. Apostołów Piotra i Pawła – Wodynie
- parafia św. Józefa Robotnika – Wołyńce
- parafia Świętej Trójcy – Żeliszew Podkościelny

Według danych zgromadzonych przez Kurię Diecezji Siedleckiej dekanat liczy 18757 wiernych.

## Sąsiednie dekanaty
Grębków, Łuków I, Łuków II, Siedlce, Siennica (diec. warszawsko-praska), Suchożebry, Zbuczyn, Żelechów